# 개러스 게이츠
개러스 게이츠(Gareth Gates, 1984년 7월 12일~)는 영국 잉글랜드의 싱어송라이터로, 2002년 《팝 아이돌》 준우승자이다. 언어장애가있다